# Beaver, Iowa
Beaver là một thành phố thuộc quận Boone, tiểu bang Iowa, Hoa Kỳ. Năm 2010, dân số của thành phố này là 48 người.

## Dân số
Dân số qua các năm:
- Năm 2000: 53 người.
- Năm 2010: 48 người.